# San Ramón de la Nueva Orán
San Ramón de la Nueva Orán  é um município da província de Salta, na Argentina.
Está localizada a 270 Km a nordeste da Capital da Província (Cidade de Salta).
Foi fundada em 31 de agosto de 1794 por Ramón García de León y Pizarro.